# Evan Lurie
Evan Lurie (Minneapolis, 28 settembre 1954) è un musicista e compositore statunitense.

## Biografia
Insieme al fratello John Lurie è tra i fondatori della band The Lounge Lizards. Ha composto le colonne sonore di film come Il segreto di Joe Gould diretto da Stanley Tucci (2000) e Mosche da bar di Steve Buscemi (1996) e, in precedenza, di tre pellicole di Roberto Benigni: Il piccolo diavolo (1988), Johnny Stecchino (1991) e Il mostro (1994). Alcuni brani scritti da Lurie per questi ultimi film sono stati inclusi nell'album dello stesso Benigni Quanto t'ho amato nel 2002.

## Discografia
Album in studio
- 1985 - Happy? Here? Now?
- 1987 - Il Piccolo Diavolo (Complete Original Soundtrack)
- 1987 - Pieces for Bandoneon
- 1990 - Selling Water by the Side of the River
- 1994 - Il Mostro (The Monster)
- 1998 - How I Spent My Vacation
- 2000 - Joe Gould's Secret (Music from the Motion Picture)

## Colonne sonore
- Il piccolo diavolo, regia di Roberto Benigni (1988)
- Johnny Stecchino, regia di Roberto Benigni (1991)
- Il mostro, regia di Roberto Benigni (1994)
- Mosche da bar, regia di Steve Buscemi (1996)
- Il segreto di Joe Gould, regia di Stanley Tucci (2000)
- Lonesome Jim, regia di Steve Buscemi (2005)
- Interview, regia di Steve Buscemi (2007)